# Mosty Warszawskie
Mosty Warszawskie we Wrocławiu - zespół trzech starszych i dwóch nowych mostów przerzuconych nad Odrą i jej kanałami w północnej części miasta. W zespole mostów starszych jednoprzęsłowy most zachodni przechodzi ponad Kanałem Miejskim, pięcioprzęsłowy most środkowy – nad Starą Odrą tuż poniżej połączenia jej z Kanałem Powodziowym oraz nad cyplem rozdzielającym je od Kanału Żeglugowego Miejskiego, a jednoprzęsłowy most wschodni – nad Kanałem Nawigacyjnym. Zespół dwóch nowych mostów składa się z sześcioprzęsłowego mostu nad nurtem rzeki i Kanałem Nawigacyjnym i jednoprzęsłowego zachodniego nad Kanałem Miejskim.
|  |
|  |
|  |
|  |

Mosty wybudowano na miejscu przeprawy istniejącej tu od czasów historycznych, prowadzącej z miasta w kierunku północno-zachodnim, przez Psie Pole do Oleśnicy i dalej do Warszawy. Do lat 60. XIX w. (przed budową kanałów) funkcjonował tutaj most drewniany, który w 1870 zastąpiony został czteroprzęsłową konstrukcją stalową wspartą na kamiennych filarach, nazwaną Hundsfelderbrücke (most Psiego Pola). W związku z przebudową wrocławskiej drogi wodnej na przełomie wieków XIX i XX konieczne stało się uzupełnienie przeprawy o dwa nowe mosty – wschodni i zachodni – i przebudowanie istniejącego.
Najpierw, w 1897 nad świeżo przekopanym kanałem żeglugowym Miejskim zbudowano stalowy most kratownicowy (Schiffskanalbrücke - most kanału żeglugowego), identyczny niemal jak południowy Most Trzebnicki. W latach 1914–1916 zbudowano pięcioprzęsłowy żelbetowy most środkowy z płyty łukowej i jednoprzęsłowy most wschodni podwieszony na dwóch łukach żelbetowych z żelbetowymi wieszakami; mosty te nazwane zostały Hindenburgbrücke (mosty Hindenburga). W 1927–1928 zdemontowano most zachodni i przeniesiono go do osiedla Rakowiec na rzekę Oławę, w ciąg ulicy Na Niskich Łąkach, gdzie funkcjonuje do dziś jako Most Rakowiecki. W miejscu Schiffskanalbrücke postawiono nowy most żelbetowy ramowy, dzisiejszy Most Warszawski Zachodni.
Przez całą długość mostów Warszawskich przeprowadzona jest dwukierunkowa jezdnia szerokości od 12 do 13 metrów, niosąca dwutorową linię tramwajową, oraz po obu stronach jezdni dwa chodniki szerokości od 2,15 do 3,8 metra. Brak osobnych ścieżek rowerowych, a ruch tramwajów - ze względu na małą szerokość jezdni - koliduje z ruchem samochodowym w tym samym kierunku. Mosty modernizowano po wojnie kilkakrotnie (m.in. zmieniając nawierzchnię z granitowej kostki na dywanik asfaltowy), ale wzmagający się stale ruch ciężkich pojazdów systematycznie powoduje uszkodzenia.
9 czerwca 2006 roku została rozpoczęta modernizacja przeprawy, w czasie której równolegle do starych wybudowane zostały dwa nowe mosty drogowo-tramwajowe, a stare poddane zostały remontowi. 6 maja 2008 roku nowe mosty poddano próbom obciążenia, a 12 maja południową nitkę oddano do eksploatacji, a zaraz potem rozpoczęto remont i adaptację starych mostów. Po zakończonym kilka miesięcy później remoncie Aleja Kromera, stanowiąca trasę alternatywną dla drogi krajowej nr 8, otrzymała dwie jezdnie (po dwa pasy w każdym kierunku) oraz wydzielone torowisko. Przebudowie poddane zostało również skrzyżowanie Alei Kromera z ulicą Toruńską i Aleją Tadeusza Boya-Żeleńskiego.